# Schloss Eggendorf

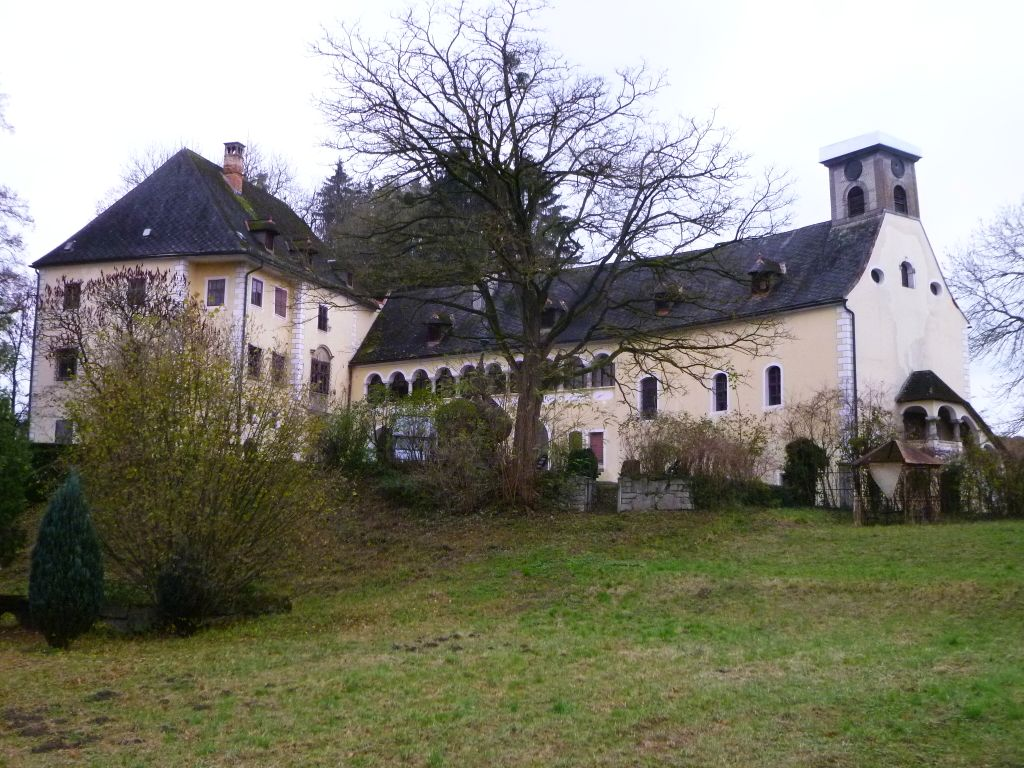
Schloss Eggendorf

Das Schloss Eggendorf (früher Egendorf(f) geschrieben) befindet sich in der Gemeinde Eggendorf  im Bezirk Linz-Land (Schlossstraße 1).

## Geschichte

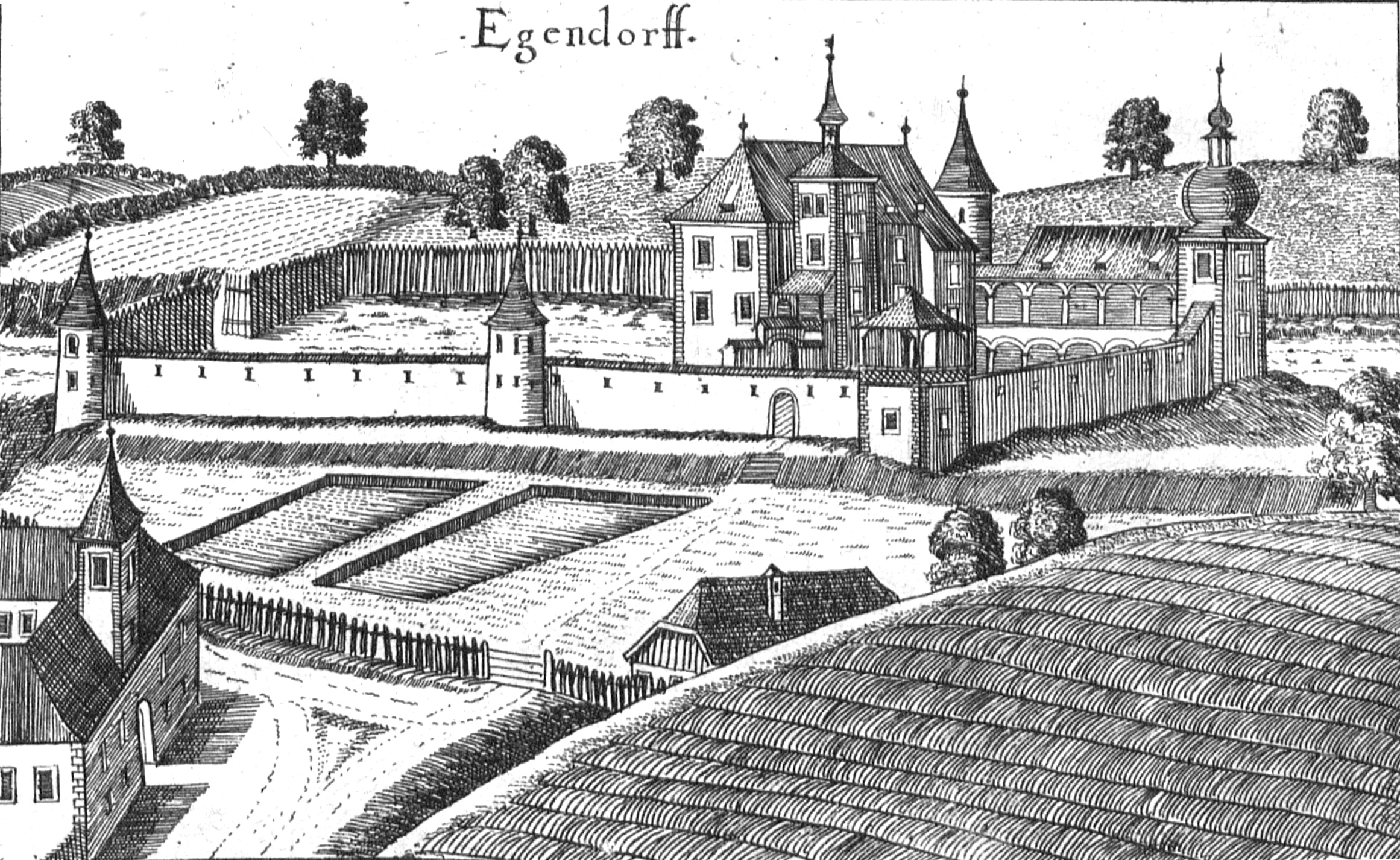
Schloss Eggendorf nach einem Stich von Georg Matthäus Vischer von 1674

Die erste Erwähnung von Eggendorf bezieht sich auf das Brüderpaar Ortolf und Heinrich von Egendorf, die 1224 als Dienst- und Eigenleute des Klosters Kremsmünster genannt werden. Ihnen folgt der Ritter  Hermann von Eggendorf  nach. Der letzte der Egendorfer war Johann von Egendorf, der als Geistlicher in Grein ohne Nachkommen 1361 verstarb. Das Lehen Egendorf war bereits 1330 an Engelschalk Moser von Schloss Weyer am Bach weitergegeben worden, da Johann von Egendorf als Priester nicht lehensfähig war. Engelschalk Moser blieb bis 1356 im Besitz von Egendorf. 1451 wird ein Otto Moser als Besitzer genannt. 1483 wird ein Heinrich der Lew als Nachfolger des Otto Moser auf dem Sitz in Egendorf genannt. Dann kommt der Besitz zurück an einen Bernhard Moser (1508).
Von diesem ging der Besitz an Jakob Ostermayr aus Nördlingen über. Der Garstner Hofrichter Florian Ostermayr ließ 1580 den alten Bau abreißen und das heutige Schloss errichten. Von den Ostermayr ging der Besitz an Georg Nikolaus Pucher von Meggenhausen über, der 1633 als Besitzer genannt wird. Seit Mitte des 17. Jahrhunderts war Eggendorf mit der Herrschaft Hueb vereinigt. 1660 erwarb Graf Christoph von Schallenberg das Schloss. Seine Tochter Christine brachte es als Heiratsgut in die Ehe mit Johann Ludwig von Polheim ein. 1698 erwarb Graf Max Spiller von Mitterberg Egendorf aus der Polheimschen Erbmasse. Nun folgte ein rascher Besitzerwechsel, zu nennen sind: Georg Adam von Hoheneck (1709), Regimentsobrist Johann Adam von Wendt (1710), Franz Egon von Wendt (1716), Johann Thomas Freiherr von Gartner (1740), von der Seeauschen Vormundschaft (Grafen von Seeau) ging der Besitz 1767 an Franz Ignaz Maierhofer. Die Maierhofers waren bis 1851 Besitzer, dann wurde das Schloss an Edmund Holenia verkauft. 1885 kam Egendorf in den Besitz der Familie Fischer von Ankern.
Seit 1998 ist das Schloss im Besitz des Antiquitätenhändlers Jürgen Hesz aus Wels.

## Schloss Eggendorf heute
Das Schloss liegt auf einer kleinen Anhöhe im Dorf Eggendorf. Es stammt aus dem 16. Jahrhundert. Der Hauptbau ist dreigeschoßig. An diesen schließt rechtwinkelig ein Arkadenflügel, der von einer dreijochigen, gotischen Kapelle abgeschlossen wird. Zum Kapelleneingang führt eine überdachte Freitreppe. Die Schlosskapelle war von 1784 bis zur Pfarrgründung 1912 die Pfarrkirche von Eggendorf. Von der Kapelle ist heute der hölzerne Zwiebelhelm abgenommen; er steht vor dem Schloss in der Wiese. Drei Relieftafeln aus der Zeit um 1500–1505 aus der ehemaligen Eggendorfer Schlosskapelle befinden sich heute im Linzer Schlossmuseum.
Der Arkadengang, der das Schloss mit der Kirche verbindet, hat im Erdgeschoß vier Arkaden, im Obergeschoß zehn Arkaden mit zierlichen Säulen.
Der Wohntrakt besitzt ein bemerkenswertes Renaissanceportal mit seitlich angebrachten Steinsäulen. Darüber befinden sich zwei Wappen, die bis zur Unterkante des Doppelfensters reichen, welches das Portal krönt. Das linke Wappen ist das der Familie von Ankern (Jahreszahl 1885), das rechte das der Egendorfer. Das Fenster ist mit einem Rundgiebel bekrönt. Am Haupttrakt fällt eine zurückspringende Ecke auf, die von dem Dach abgedeckt ist. Dort stand ein Eckturm, der aufgrund von Baufälligkeit abgetragen wurde. Auf dem Stich von Vischer (1674) ist er noch zu erkennen. An der Rückseite des Schlosses ist ein Rundturm, dessen Kegeldach das Dach nicht überragt. Die Fenster auf dieser Schlossseite sind mit schmiedeeisernen Gittern geschützt.
Früher war das Schloss durch eine Mauer mit einem Eck- und weiteren Rundtürme abgeschlossen. Ein Rundturm ist noch erhalten. Er ist aber baufällig. Teile der Mauer sind noch vorhanden, aber wesentlich niedriger als ursprünglich. Unterhalb des Schlosses befindet sich ein verwilderter Park mit zwei Teichen. Die Teiche werden durch einen Zaun abgetrennt, was der früheren Situation entspricht. Vom Schloss führt eine Freitreppe zu den Teichen. Außerhalb der Umzäunung steht eine Steinskulptur des heiligen Florian.

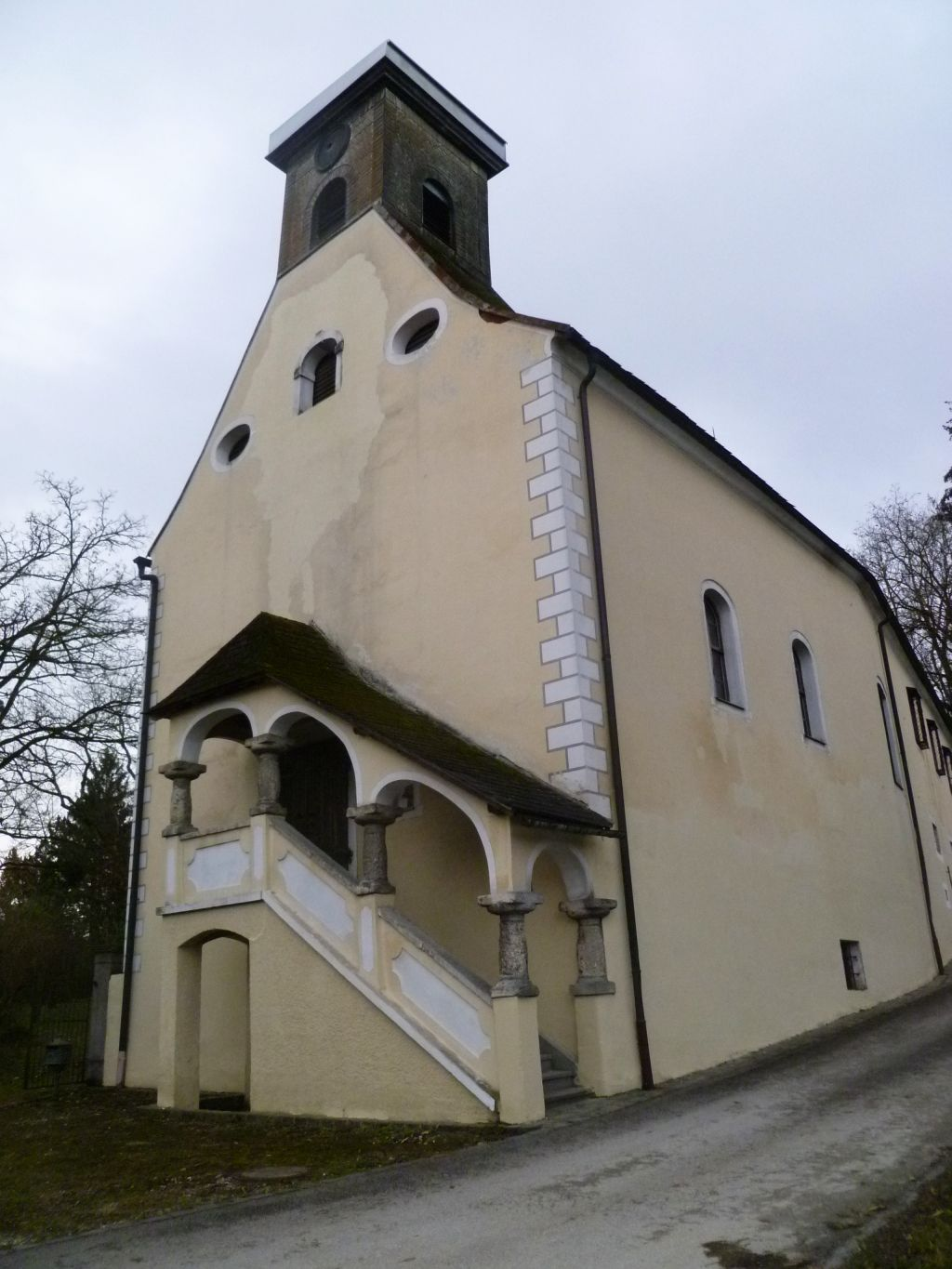
Schlosskapelle
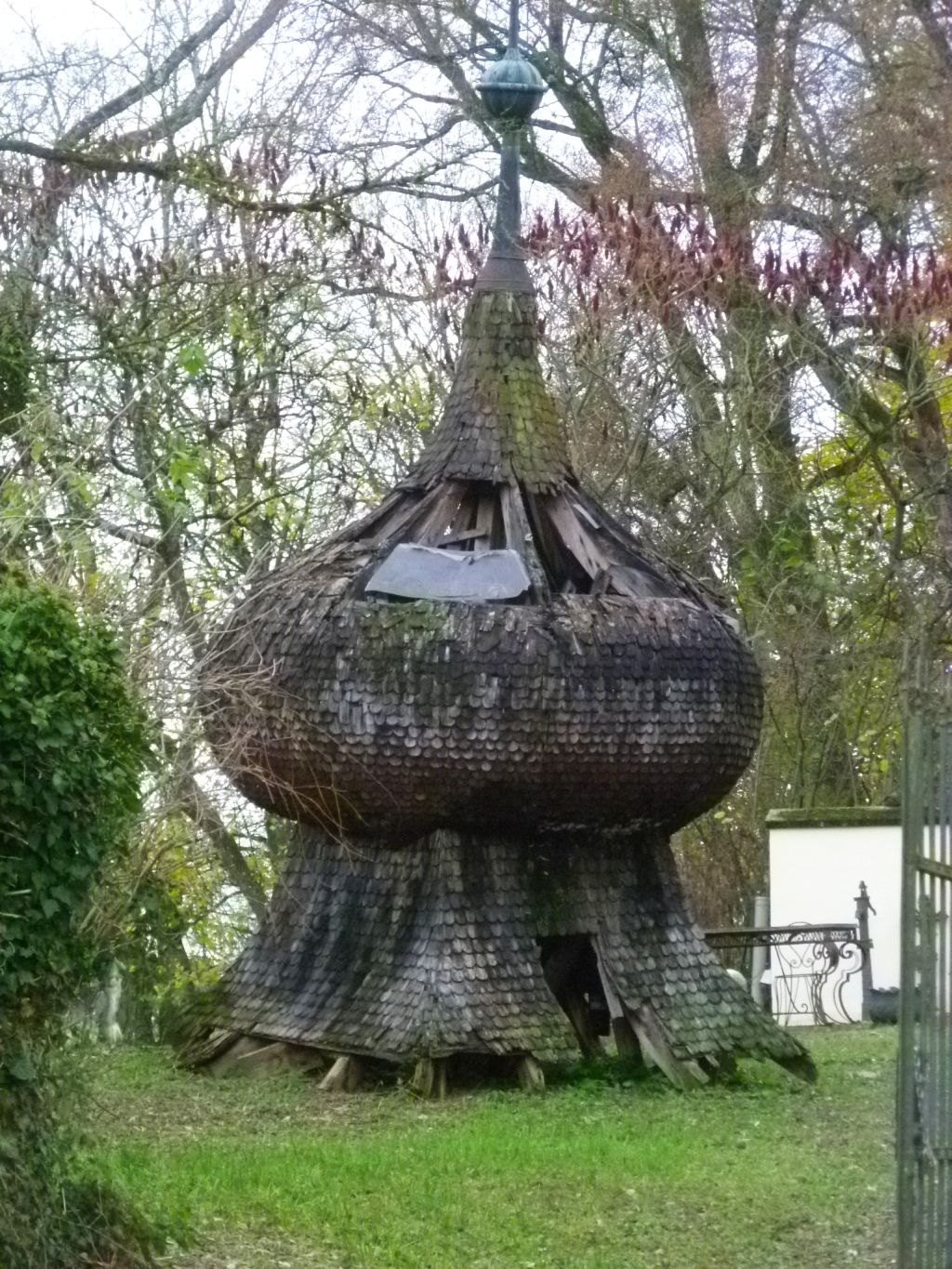
Haube vom Kapellenturm
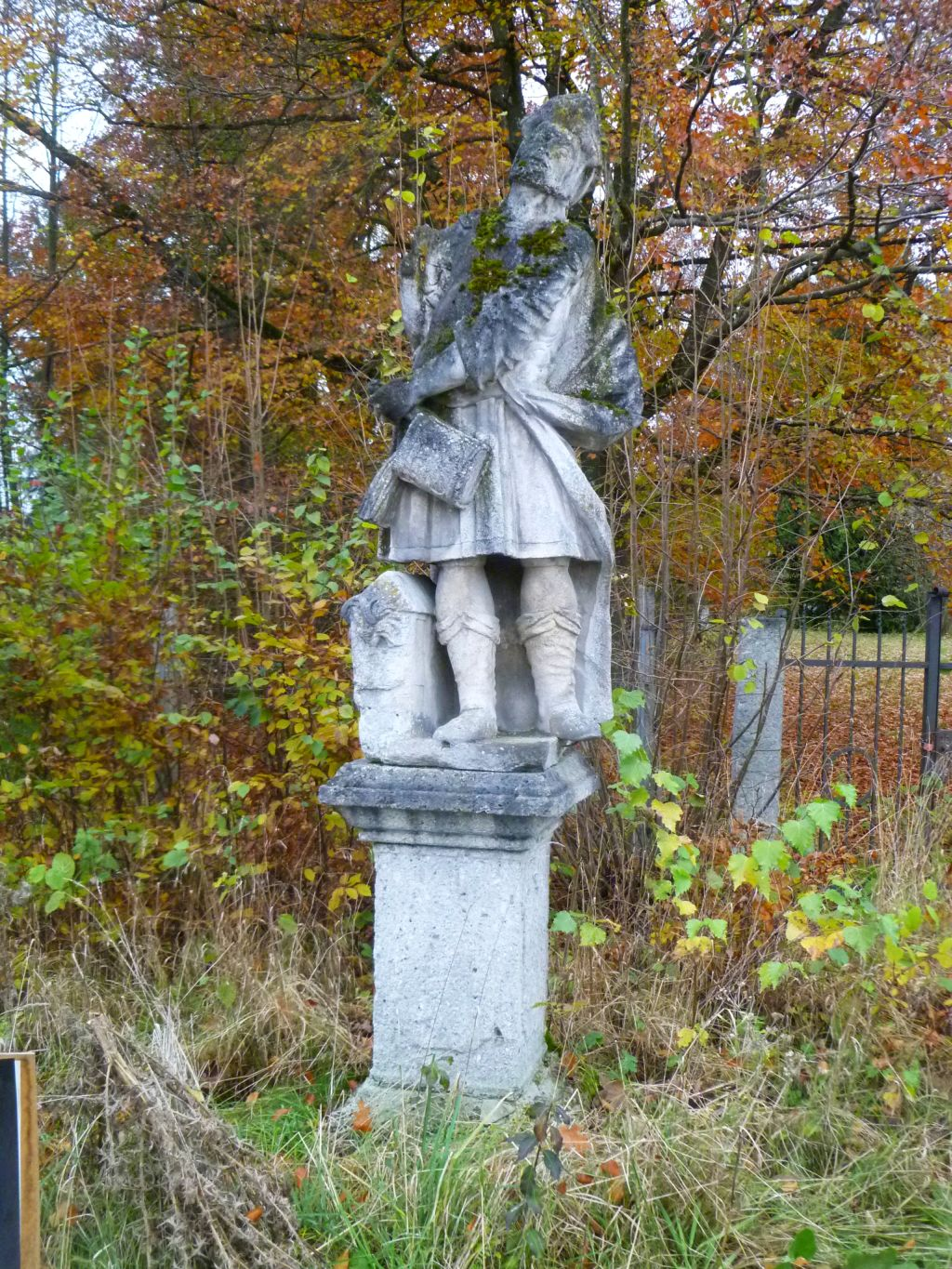
Florianfigur an der Gartenmauer